# Hoo Cha-pen
Hoo Cha-pen (霍劍平T, Huò JiànpíngP; 1924 – 17 aprile 2004) è stato un cestista e allenatore di pallacanestro taiwanese.

## Carriera
Con Taiwan ha disputato i Giochi olimpici di Melbourne 1956 e due edizioni dei Campionati mondiali (1954, 1959).